# بونداروسکویه
بونداروسکویه (به لاتین: Bondarevskoye) یک منطقهٔ مسکونی در روسیه است که در شهرستان کیزلیارسکی واقع شده‌است.